# Killer Bee (single)
Killer Bee is een nummer van Anouks zevende studioalbum To get her together. Het nummer werd van 28 februari tot en met 3 maart gratis te downloaden in iTunes gezet. Ondanks dat het nummer geen officiële single is, is het uitgeroepen tot Radio 538 Alarmschijf en 3FM Megahit.

## Achtergrond
Het nummer wordt gezongen uit het oogpunt van een vrouw die haar man wil laten inzien dat zij degene is waar hij naar zoekt. Tegelijkertijd verbergt ze haar onzekerheid dat hij met iemand anders weg zal gaan en geeft de indruk dat hij voor hij het weet voor haar op zijn knieën zal gaan (come over here before I change my mind/before you know it you'll be begging me on your knees).
Met dit nummer slaat Anouk net zoals ze bij haar zesde album, For bitter or worse, deed een heel andere weg in. Het nummer heeft zowel positieve als negatieve kritieken ontvangen.

## Videoclip
Voor dit nummer is, aangezien het geen officiële single is, geen videoclip opgenomen. Wel zette Anouk een video van dit nummer op YouTube waar beelden te zien zijn van haar en haar collega's tijdens de opnames in de studio.

## Hitnoteringen

### Nederlandse Top 40
| Hitnotering: 19-03-2011 t/m 07-05-2011 | Hitnotering: 19-03-2011 t/m 07-05-2011 | Hitnotering: 19-03-2011 t/m 07-05-2011 | Hitnotering: 19-03-2011 t/m 07-05-2011 | Hitnotering: 19-03-2011 t/m 07-05-2011 | Hitnotering: 19-03-2011 t/m 07-05-2011 | Hitnotering: 19-03-2011 t/m 07-05-2011 | Hitnotering: 19-03-2011 t/m 07-05-2011 | Hitnotering: 19-03-2011 t/m 07-05-2011 | Hitnotering: 19-03-2011 t/m 07-05-2011 |
| Week:                                  | 1                                      | 2                                      | 3                                      | 4                                      | 5                                      | 6                                      | 7                                      | 8                                      |                                        |
| -------------------------------------- | -------------------------------------- | -------------------------------------- | -------------------------------------- | -------------------------------------- | -------------------------------------- | -------------------------------------- | -------------------------------------- | -------------------------------------- | -------------------------------------- |
| Positie:                               | 24                                     | 22                                     | 21                                     | 21                                     | 21                                     | 23                                     | 29                                     | 38                                     | uit                                    |

### VlaamseUltratop 50
| Hitnotering: 04-06-2011 t/m 11-06-2011 | Hitnotering: 04-06-2011 t/m 11-06-2011 | Hitnotering: 04-06-2011 t/m 11-06-2011 | Hitnotering: 04-06-2011 t/m 11-06-2011 |
| Week:                                  | 1                                      | 2                                      |                                        |
| -------------------------------------- | -------------------------------------- | -------------------------------------- | -------------------------------------- |
| Positie:                               | 39                                     | 42                                     | uit                                    |